# جوردي جريماو
جوردي جريماو (بالإسبانية: Jordi Grimau)‏ مواليد 17 يونيو 1983، هو لاعب كرة سلة إسباني بدأ مسيرته الاحترافية في سنة 2001 يلعب في ليغا أيه سي بي ويحمل الرقم 22. يبلغ طوله 6 قدم 4 بوصة (1.9 م).

## روابط خارجية
- جوردي جريماو على موقع الاتحاد الدولي لكرة السلة (الإنجليزية)
- جوردي جريماو على موقع الدوري الإسباني لكرة السلة (الإسبانية)
- جوردي جريماو على موقع كرة السلة الأوروبية.كوم (الإنجليزية)
- جوردي جريماو على موقع ريلجم (الإنجليزية)
- جوردي جريماو على موقع بروبوليرز (الإنجليزية)
- جوردي جريماو على موقع سبورتس رفرنس (الإنجليزية)